# Xanthorhoe putridaria
Xanthorhoe putridaria là một loài bướm đêm trong họ Geometridae.